# ایستگاه فضایی آرورا
ایستگاه فضایی آرورا یک مفهوم فناوری برای یک ایستگاه فضایی تجاری خصوصی در مدار پایین زمین بود که در ۵ مارس ۲۰۱۸ توسط شرکت هوافضای اوریون اسپان در کالیفرنیا، ایالات متحده راه اندازی گردید این ایستگاه با سرمایه‌گذاری پیر ونچر و برکلی اسکای دک اعلام شد. در این طرح ظرفیت شش نفر شامل دو خدمه و چهار گردشگر پیش‌بینی می‌شود.
هیچ قرارداد پرتابی برای استقرار ماژول‌ها و وسایل نقلیه خدمه امضا نشده‌است، و ساخت آن آغاز نشده‌است، اما نمایندگان آن ادعا کرده بودند که در سال ۲۰۲۱ راه اندازی خواهد شد در مارس ۲۰۲۱ وب سایت شرکت اعلام کرد که آنها عملیات را تعطیل کرده و تمام سپرده‌ها را بازپرداخت کرده‌اند.